# Spicy Horse
Spicy Horse était un studio indépendant de développement de jeux vidéo fondé par American McGee en 2007. Le studio est basé à Shanghai en Chine et est le studio indépendant le plus gros de Chine.
Pour créer la suite de Alice : Retour au pays de la folie, Spicy Horse parlemente auprès d'Electronic Arts dès 2013 pour récupérer la licence du jeu. Ses deux projets de 2013 sont Alice: Otherlands et un jeu dérivé du livre du Magicien d'Oz : OZombie, et ont été démarrés sur Kickstarter en attendant qu'Electronic Arts donne les droits d'Alice à Spicy Horse. En un jour, Spicy Horse a pu récupérer 60 000 $ sur les 950 000 $ nécessaire spour OZombie, le kickstarter de Alice:Otherlands ayant été abandonné en juin 2013.
Depuis Alice, Spicy Horse compte cesser les collaborations avec les grosses entreprises de production de jeux comme EA, et s'orienter vers des Free to play comme Akaneiro: Demon Hunter pour « créer des jeux de qualité console pour des joueurs moyennement assidus »,.
Spicy Horse a une plateforme assez récente de distribution de jeux, destiné à du browser game sur des tablettes Android.